# Terzić
Terzić je priimek več oseb:
- Božidar Terzić (1867 -1939) srbski general
- Milorad Terzić (1880 - 1939) srbski general
- Stanko Terzić (1934 - 2010), črnogorsko-srbski glasbeni producent
- Velimir Terzić (1908 - 1983), jugoslovanski general črnogorskega rodu